# Johann Konrad Zuberbühler
Johann Konrad Zuberbühler (* 21. Dezember 1787 in Gais; † 12. Mai 1858 in St. Gallen; heimatberechtigt in Gais) war ein Schweizer Pädagoge, Ratsherr, Gemeindehauptmann, Landrat und Schulinspektor aus dem Kanton Appenzell Ausserrhoden.

## Leben

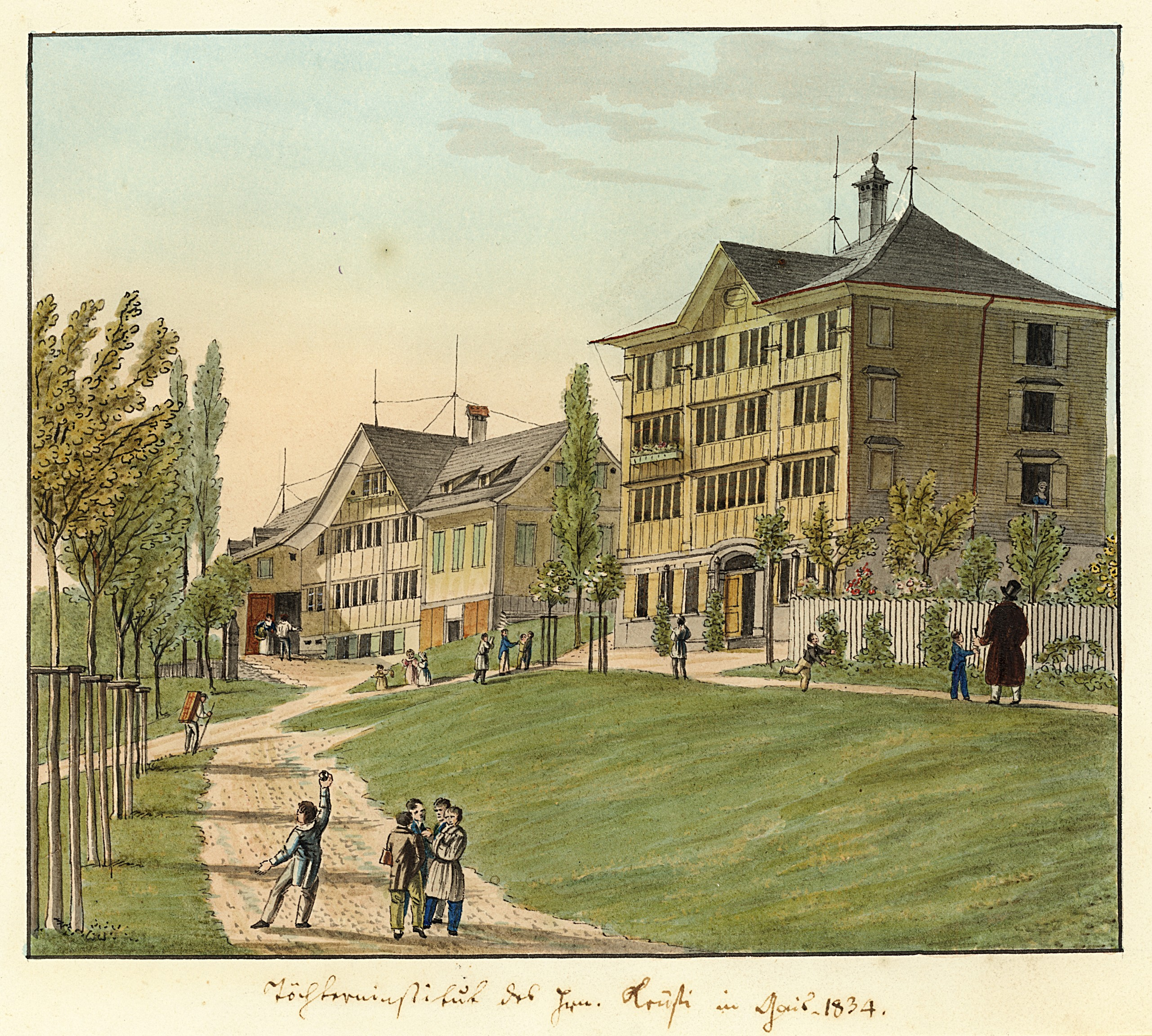
Lehrerseminar und Töchterinstitut von Hermann Krüsi in Gais, das 1828 von Johann Konrad Zuberbühler als Knabenerziehungsanstalt gebaut und gegründet worden war. Federaquarell von Johann Ulrich Fitzi, 1834.

Johann Konrad Zuberbühler war ein Sohn von Bartholome Zuberbühler und Barbara Bruderer. Im Jahr 1823 heiratete er Maria Schläpfer, eine Tochter von Georg Leonhard Schläpfer. Mit einem Kindertransport aus den Gebieten, die von der kriegsbedingten Teuerung betroffen waren, kam Zuberbühler 1800 nach Burgdorf. Dort besuchte er von 1800 bis 1806 das Pestalozzi-Institut und die Stadtschule. Von 1806 bis 1807 studierte er am Pestalozzi-Institut Yverdon. Danach arbeitete er bis ca. 1816 als Hauslehrer in Morges sowie an der Erziehungsanstalt Tobler und an der Hauslehranstalt Mülhausen. Anschliessend war er bis 1820 am Institut Fellenberg in Hofwil tätig, wobei er eine Filiale in Diemerswil aufbaute. Von 1820 bis 1822 baute Zuberbühler auch die Erziehungsanstalt Trogen, die spätere Kantonsschule Trogen, auf. Von 1822 bis 1827 unterrichtete er an der neu gegründeten Realschule Heiden, 1828 eröffnete er eine eigene Knabenerziehungsanstalt in Gais. Um der Übertragung politischer Ämter zu entgehen, übernahm er 1829 die Leitung der Töchterrealschule St. Gallen. 1837 bis 1842 stand er erneut der Kantonsschule Trogen vor. Von 1843 bis 1844 amtierte er als Ratsherr in Gais und von 1844 bis 1845 als Gemeindehauptmann. Ab 1844 bis 1852 sass er im Landrat und war Mitglied der Landesschulkommission. Von 1849 bis 1851 war er kantonaler Schulinspektor.